# نشان‌واره حقوق بشر

نشان‌وارهٔ حقوق بشر

نشان‌وارهٔ حقوق بشر از سال ۲۰۱۰ و از برنامهٔ بین‌المللی طراحی نشان‌وارهٔ برای حقوق بشر پدید آمده است. هدف از برگزاری این برنامه، طراحی یک نشان‌وارهٔ شناخته شدهٔ بین‌المللی در حمایت از جنبش جهانی حقوق بشر بوده‌است. نشان‌وارهٔ برگزیده توسط پردراگ استاکیک از صربستان خلق شده بود.

## نشان‌وارهٔ برنده
نشان‌وارهٔ حقوق بشر دربردارندهٔ شمایل دستی است که یک پرنده نیز هست و این پرنده به وسیلهٔ یک شست سفید نگه داشته شده‌است. این نماد به عنوان کمکی صلح‌آمیز برای تقویت حقوق بشر در نظر گرفته شده و نمونه‌ای است برای استفاده در سرتاسر مرزهای فرهنگی و زبانی. این نشان‌واره هم‌اکنون بدون هیچ هزینه و به عنوان محصولی متن‌باز در دسترس همگان است؛ این نشان‌واره عاری از حقوق است و می‌تواند در سراسر جهان و توسط هر کسی، بدون پرداخت هزینه و کسب مجوز، استفاده شود.

## رقابت
هدف از طراحی نشان‌وارهٔ ابتکاری برای حقوق بشر، به دست دادن نمادی بود که به صورت بین‌المللی و برای حقوق بشر، رسمیت داشته باشد. برای این منظور، مسابقهٔ طراحی بین‌المللیِ برخطی در سوم مِی ۲۰۱۱ (روز جهانی آزادی مطبوعات) فراخوانی جهانی برای طراحی نشان‌واره راه‌اندازی کرد و آن‌ها را به رأی گذاشت؛ این رقابت تا امروز به عنوان یکی از بزرگ‌ترین و پیچیده‌ترین برنامه‌های جمع‌سپاری خلاق شناخته می‌شود.
از میان ۱۵۳۰۰ طرح پیشنهادی از ۱۹۰ کشور، ۱۰ طرح برگزیده با تصمیم گروهی تمام شرکت‌کنندگان انتخاب شدند. سپس هیئت داوران بین‌المللی، تصمیم‌گیری روی این ده طرح برگزیده را انجام دادند. از میان این ده نشان‌واره، جامعهٔ اینترنتی، برگزیده نهایی را در طول سه هفته رأی‌گیری، انتخاب کردند. این رقابت به صورت رسمی در بیست و سوم سپتامبر همان سال با رونمایی از نشان‌وارهٔ جهانی برای حقوق بشر، در طول هفتهٔ برگزاری مجمع عمومی سازمان ملل در نیویورک، به پایان رسید.

## رونمایی از نشان‌وارهٔ برگزیده
بیست و سوم سپتامبر ۲۰۱۱ برای رونمایی از نشان‌وارهٔ برگزیده معین شد. در سخنرانی‌ها، خبرنگار تلویزیونی آن کوری و وزیر امور خارجهٔ آلمان، گیدو وستروله و همین‌طور فعالان حقوق بشر، کارولین گومز از جاماییکا و آنجلینا آتیم از اوگاندا، بر اهمیت وجود نمادی جهانی برای حقوق بشر در راه مبارزه برای ایجاد این حقوق در سراسر جهان، تأکید کردند. برنامهٔ برجستهٔ موسیقی این شب، اجرای سوپرانو توسط جسی نورمن بود.

## هیئت داوران
این برنامه توسط داوران مشهور و رده‌بالایی از شخصیت‌هایی که برای پیشبرد آرمان حقوق بشر تلاش کرده‌اند، حمایت شده‌است. این افراد عبارتند از:
- آی وی‌وی، هنرمند و فعال حقوق بشر
- آنجلینا آتیم، فعال حقوق بشر و برنده جایزه حقوق بشر سازمان ملل
- جیمی کارتر، برندهٔ جایزه صلح نوبل
- آنگ سان سو چی، برندهٔ جایزه صلح نوبل
- واریس دیری، مدل و فعال حقوق بشر
- شیرین عبادی، برندهٔ جایزه صلح نوبل
- رولند امریش، کارگردان و تهیه‌کننده
- گیرمو فاریناس، فعال حقوق بشر
- کارولین گومز، فعال حقوق بشر
- میخائیل گورباچف، برندهٔ جایزه صلح نوبل
- مختاران بی‌بی، فعال حقوق بشر
- سومالی مام، فعال حقوق بشر
- خوانس، خواننده و فعال حقوق بشر
- ناوانتم پیلای، کمیسر عالی حقوق بشر سازمان ملل متحد
- پایکیاسوسی ساراواناموتو، برندهٔ جایزهٔ صلح شهروندی از مقر صلح بین‌المللی سریلانکا
- جیمی ولز، بنیان‌گذار ویکی‌پدیا
- جرج یئو، وزیر پیشین امور خارجه سنگاپور و پژوهشگر مهمان در مدرسه لی‌کوان‌یو در سیاست عمومی
- محمد یونس، برنده جایزه صلح نوبل

در ارتباط با هیئت داوران در این برنامه، وزیران خارجهٔ کشورهای مؤسس (بوسنی و هرزگووین، کانادا، شیلی، جمهوری چک، موریتانی، سنگال، سنگاپور و اوروگوئه) نیز همکاری داشتند.